# エドワード8世 (宝塚歌劇)
『エドワード8世』は、宝塚歌劇団月組で上演されたミュージカル作品である。副題は「王冠を賭けた恋」。2012年2月3日から3月5日（新人公演は2月11日）に宝塚大劇場、同年3月23日から4月22日（新人公演は4月5日）に東京宝塚劇場で上演された。作・演出は大野拓史。形式名は「ミュージカル」。15場。伴演作はブリリアントステージ『Misty Station -霧の終着駅-』。

## 概説
当時の月組主演コンビ霧矢大夢・蒼乃夕妃の退団公演。
「王冠を賭けた恋」として一世を風靡した英国王エドワード8世と、アメリカ国籍のウォリス・シンプソンの恋愛譚。「大衆王」として人々に愛されたエドワード8世の虚像と実像を、国王退位に至るウォリスとの恋愛事件を軸に描く。

## スタッフ
宝塚大劇場公演
- 作・演出：大野拓史
- 作曲・編曲：高橋城、太田健、高橋恵
- 音楽指揮：佐々田愛一郎
- 振付：伊賀裕子、平澤智
- 殺陣：清家三彦
- 装置：新宮有紀
- 衣装：河底美由紀
- 照明：氷谷信雄
- 音響：実吉英一
- 小道具：北垣綾
- 歌唱指導：楊淑美
- 演出助手：上田久美子
- 舞台進行：片岡麻理恵

- 舞台美術製作：株式会社 宝塚舞台（併演作品と共通）
- 演奏：宝塚オーケストラ（併演作品と共通）
- 制作：岡田隆之（併演作品と共通）
- 制作・著作：宝塚歌劇団（併演作品と共通）
- 主催：阪急電鉄 株式会社（併演作品と共通）

参考資料：宝塚大劇場公演プログラム

## 配役
|                                       | 本公演     | 新人公演          |
| ------------------------------------- | ---------- | ----------------- |
| デイヴィッド・ウィンザー              | 霧矢大夢   | 珠城りょう        |
| ウォリス・シンプソン                  | 蒼乃夕妃   | 愛希れいか        |
| ウィンストン・チャーチル              | 一樹千尋   | 千海華蘭          |
| ジョージ5世                           | 磯野千尋   | 貴澄隼人          |
| スタンリー・ボールドウィン            | 越乃リュウ | 紫門ゆりや        |
| ヨーク公妃エリザベス                  | 花瀬みずか | 白雪さち花        |
| ヨーク公アルバート                    | 一色瑠加   | 星輝つばさ        |
| ブルース・ロッカート                  | 青樹泉     | 輝月ゆうま        |
| アーネスト・シンプソン                | 星条海斗   | 有瀬そう          |
| テルマ・ファーネス                    | 憧花ゆりの | 咲希あかね        |
| 王妃メアリー                          | 妃鳳こころ | 華那みかり        |
| ガイ・バージェス                      | 龍真咲     | 煌月爽矢          |
| グロスター公妃アリス                  | 萌花ゆりあ | 真愛涼歌          |
| コスモ・ラング                        | 綾月せり   | 麗奈ゆう          |
| ジー・トロッター                      | 光月るう   | 輝城みつる        |
| キャサリン・ロジャース 公女エリザベス | 夏月都     | 紫乃加りあ 楓ゆき |
| ヨアヒム・リッベントロップ            | 華央あみり | 貴澄隼人          |
| ゴドフリー・トーマス                  | 明日海りお | 鳳月杏            |
| グロスター公ヘンリー                  | 美翔かずき | 星那由貴          |
| マーティン・ポールソン                | 沢希理寿   | 篁祐希            |
| ヘンリー・ラッスルズ                  | 響れおな   | 煌海ルイセ        |
| ケント公妃マリーナ                    | 彩星りおん | 花陽みら          |
| フレッド・アステア                    | 宇月颯     | 貴千碧            |
| メアリー・ラフレー                    | 琴音和葉   | 香咲蘭            |
| エドウィナ・マウントバッテン          | 玲実くれあ | 風凛水花          |
| ジョン・リース                        | 瑞羽奏都   | 美泉儷            |
| ペリー・ブラウンロー                  | 紫門ゆりや | 隼海惺            |
| モウラ・バドベルク                    | 白雪さち花 | 晴音アキ          |
| アンソニー・ブラント                  | 貴千碧     | 蒼矢朋季          |
| ファーミー・ベイ                      | 有瀬そう   | 星輝つばさ        |
| サラ・チャーチル                      | 咲希あかね | 都月みあ          |
| ジョージ・マクマホン                  | 篁祐希     | 颯希有翔          |
| メアリー・バーク                      | 華那みかり | 美里夢乃          |
| アンソニー・ディック                  | 千海華蘭   | 翔我つばき        |
| ケント公ジョージ                      | 煌月爽矢   | 夢奈瑠音          |
| フルーティ・メトカーフ                | 鳳月杏     | 天翔りいら        |
| ウォルター・モンタトン                | 貴澄隼人   | 煌海ルイセ        |
| マルグリット・ローラン                | 花陽みら   | 愛風ゆめ          |
| ルイス・マウントバッテン              | 輝城みつる | 優ひかる          |
| チャールズ・キャヴェンディッシュ      | 星輝つばさ |                   |
| フィリス・ポッター                    | 紗那ゆずは | 夢羽美友          |
| ハミルトン・ロジャース                | 星那由貴   | 颯希有翔          |
| 公女マーガレット                      | 都月みあ   | 叶羽時            |
| メアリー王女                          | 愛風ゆめ   | 咲妃みゆ          |
| トーマス・ダグレール                  | 隼海惺     | 春海ゆう          |
| ホーレス・ウィルソン                  | 天翔りいら |                   |
| スチュワート・メンジース              | 珠城りょう | 朝美絢            |
| ロバート・ヴァンシタート              | 煌海ルイセ |                   |
| ウォレン・フィッシャー                | 美泉儷     |                   |
| アデール・アステア                    | 愛希れいか | 紗那ゆずは        |
| アレグサンダー・ハーディング          | 輝月ゆうま | 蒼矢朋季          |
| ルイーズ・ブルックス                  | 咲妃みゆ   | 早桃さつき        |

## 参考資料
監修・著作権者：小林公一『宝塚歌劇100年史 虹の橋 渡りつづけて（舞台編）』阪急コミュニケーションズ、2014年4月1日。ISBN 978-4-484-14600-3。